# Matías Abelairas
Matías Enrique Abelairas (Olavarría, 18 giugno 1985) è un ex calciatore argentino, di ruolo centrocampista.
Possiede anche il passaporto italiano.

## Caratteristiche tecniche
È un trequartista.

## Carriera
Cresciuto nelle giovanili del River Plate, ha debuttato in prima squadra il 3 giugno 2004 nel match casalingo contro il Racing Club, partita persa dalla Banda Roja per 3-1.
Nel torneo di Clausura 2008 l'allenatore del River Plate, Diego Simeone, lo ha assegnato al ruolo di trequartista sinistro nel suo 4-2-3-1.

## Palmarès

### Club

#### Competizioni nazionali
- Campionato argentino: 1

River Plate: 2008 (C)
- Campionato cileno: 1

Unión Española: 2013
- Supercoppa del Cile: 1

Unión Española: 2013